# Xameçadim de Samarcanda
Xameçadim Maomé ibne Axerafe Huceini de Samarcanda (Shams al-Dīn Muḥammad ibn Ashraf al-Ḥusaynī al-Samarqandī; c. 1250 — ca. 1310) foi um astrônomo e matemático do século XIII de Samarcanda. Nada é conhecido de sua vida, exceto que compôs seus mais importantes trabalhos em torno de 1276. Escreveu trabalhos sobre teologia, lógica, filosofia, matemática e astronomia que se provaram importantes em sua própria razão e também ao dar informação sobre os trabalhos de outros cientistas de seu período.
Xameçadim escreveu um trabalho — Risala fi adab al-bahth — que discutiu o método de investigação intelectual de raciocínio usando a dialética. Tais métodos de pesquisa foram muito usados pelos gregos antigos. Também escreveu a sinopse da astronomia e produziu um catálogo estelar para o ano de 1276-77. Em matemática, Xameçadim é famoso por um trabalho curto, de apenas 20 páginas, que discute 35 proposições de Euclides. Embora com um trabalho curto, consultou amplamente os trabalhos de outros matemáticos muçulmanos antes de escrevê-lo. Por exemplo, ele se refere aos escritos de Alhazen, Omar Khayyam, Alabás ibne Saíde Aljauari, Nácer Aldim al-Tuci e Atir Aldim al-Abari.

## Leitura aprofundada
- O'Connor, John J.; Robertson, Edmund F., "Shams al-Din ibn Ashraf Al-Samarqandi", MacTutor History of Mathematics archive, University of St Andrews;
- "Samarqandī, Shams al-Dīn Muḥammad Ibn Ashraf al- Ḥusaynī al-". Dictionary of Scientific Biography. New York: Charles Scribner's Sons. 1970–80. ISBN 0684101149.